# Замок Мэнорбир
Замок Мэнорбир (англ. Manorbier Castle, валл. Castell Maenorbŷr) — средневековый замок, находится в Мэнорбире, графство Пембрукшир в Уэльсе. В переводе с валлийского название замка означает «Господский дом».

## История
В 1093 году земли, на которых стоит замок, были пожалованы норманнскому рыцарю Одо де Барри. Первоначально замок представлял собой деревянный форт, укреплённый земляной насыпью.
В первой половине XII века сын Одо, Вильгельм де Барри, построил на месте форта каменный замок. Старшие сыновья Вильгельма были воинами и принимали участие в завоевании Ирландии, а младшим сыном Вильгельма был Гиральд Камбрийский — знаменитый монах и учёный Средневековья, автор многих трудов об Ирландии и Уэльсе. «Среди земель Уэльса, Мэнорбир — самое приятное из всех», — так писал Геральд о родном замке.

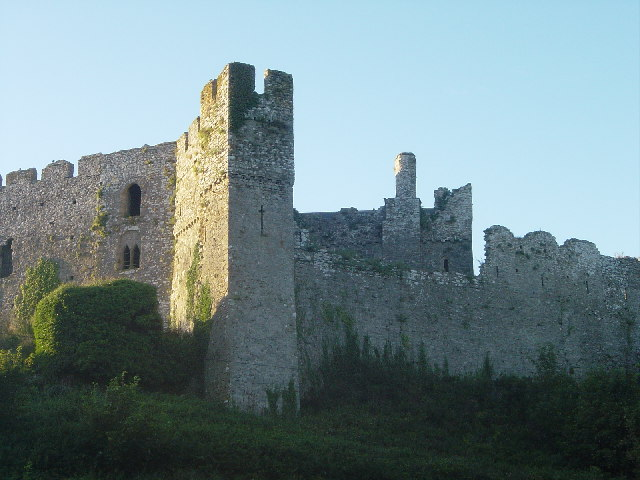
Стены Мэнорбира

Де Барри владели Мэнорбиром на протяжении 250 лет. Доходы от ирландских владений позволили им значительно благоустроить родовое гнездо. Изначально Мэнорбир представлял собой лишь трёхъярусный донжон. Потом были возведены окружающая замок каменная стена, сторожевая башня и две башни у ворот. Внутри стен также были построены дополнительные здания и большая часовня.
Так Мэнорбир превратился в хорошо укреплённый замок. Однако — благодаря счастливому стечению обстоятельств или семейным связям — многочисленные войны обошли его стороной, хотя периодически угроза нападения возникала и замок готовился к осаде.
Единственное происшествие во времена, когда Мэнорбир был в собственности семьи де Барри, произошло в результате семейной ссоры. Когда умер Джон де Барри, очередной хозяин замка, то племянник покойного презрел законы наследования и занял Мэнорбир. Тогда его дяде, Ричарду де Барри, пришлось выгнать родственника силой.

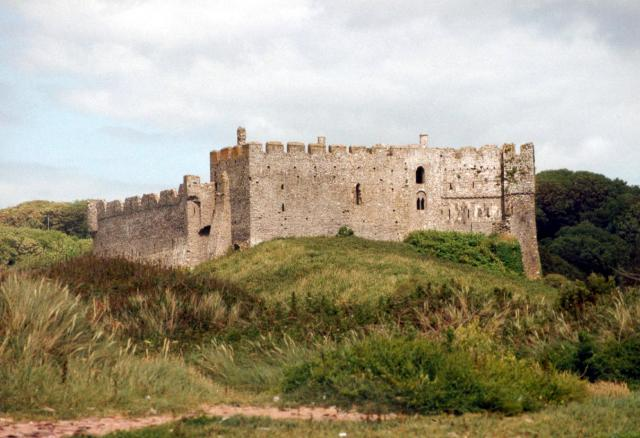
Мэнорбир

В 1359 году род де Барри оборвался. Мэнорбир переходил от одних хозяев к другим, но новые владельцы не жили в замке, предпочитая использовать его и окружающие земли как источник дохода. В конце XV века замок перешёл в собственность короны, а в начале XVII века королева Елизавета I продала замок семейству Боуэнов из Трефлойна. Во время Английской революции Боуэны поддерживали свергнутого короля Карла I. После того как армия генерала Лафарна с лёгкостью захватила Мэнорбир (хотя и практически не повредив его во время штурма), Боуэны покинули замок, а в 1670 году продали его семье Филиппсов за внушительную сумму в 6 000 фунтов.
С течением времени замок постепенно ветшал. В 1880 году его арендовал Дж. Р. Кобб. В прошлом он принимал участие в восстановлении некоторых замков и церквей Уэльса, поэтому, увидев, в каком плачевном состоянии находится Мэнорбир, немедленно развернул в замке обширные реставрационные работы.

## Появление в фильмах
- Замок Мэнорбир использовался для отображения Кэр-Паравела в телесериале «Хроники Нарнии», снятом BBC в 1988—1990 годах.
- В 2003 году в Мэнорбире проходили съемки фильма «Я захватила замок».